# یواس‌اس بریم (اس‌اس-۲۴۳)
یواس‌اس بریم (اس‌اس-۲۴۳) (به انگلیسی: USS Bream (SS-243)) یک زیردریایی بود که طول آن ۳۱۱ فوت ۹ اینچ (۹۵٫۰۲ متر) بود. این زیردریایی در سال ۱۹۴۳ ساخته شد.